# Erminio Ferrarini
Erminio Ferrarini (1919 - 2002) fue un botánico, curador, fitogeógrafo italiano.

## Algunas publicaciones
- 1950. Il Parassitismo di Osyris alba L.. Plant Biosystem. 57 (3): 351-381

- 1970. Un relitto atlántico sulle Alpi Apuane. (Ein atlantisches Relikt auf den Apuanischen Alpen.). Ist. Bot. Agrar. e Forest., Univ. Firenze. Webbia 25, 131 — 136

### Libros
- 1994. Prodromo alla flora della regione apuana. Studi e documenti di Lunigiana 13. Ed. Editrice

- Antonio Moroni, walter Anghinetti, erminio Ferrarini. 1993. Flora spontanea dell'Appennino parmense: guida botanica di Val d'Enza, Val Cedra, Val Parma, Val Baganza, Val Taro e Val Ceno. 416 pp. Ed. Fondazione Cassa di Risparmio di Parma

- 1994. Lycopodiaceae - Leguminosae. Prodromo alla flora della regione Apuana 1. Ed. Accad. Lunigianese. 133 pp.

- 1997. Oxalidaceae - Campanulaceae. Prodromo alla flora della regione Apuana 2. Ed. Accad. Lunigianese. 137 pp.

- 2000. Compositae - Orchidaceae. Prodromo alla flora della regione Apuana 3. Ed. Accad. Lunigianese. 132 pp.

## Honores
- Premio Ferrarini a tesis de doctorado, Provincia de La Spezia[2]

### Eponimia
- (Violaceae) Viola ferrarinii Moraldo & Ricceri[3]
- La abreviatura «Ferrarini» se emplea para indicar a Erminio Ferrarini como autoridad en la descripción y clasificación científica de los vegetales.[4]